# Tia hạt
Particle beam, tạm gọi là tia hạt, là một luồng những hạt tích điện hay hạt trung tính chuyển động, trong nhiều trường hợp chuyển động với vận tốc ánh sáng.
Sự khác biệt giữa việc tao ra và điều hướng của tia hạt tích điện và tia hạt trung tính là chỉ có hạt tích điện mới có thể được định hướng bằng các thiết bị điện từ. Sử dụng máy gia tốc để điều chỉnh và phân tích tia hạt tích điện ở mức động năng cao là chủ đề chính của ngành vật lý gia tốc.

## Sự tạo thành hạt
Các hạt tích điện như electron, positron hay proton có thể được tách biệt khỏi các hạt cùng loại khác tồn tại xung quanh. Để tạo ra chúng, người ta cho phát xạ nhiệt điện tử hoặc hiệu ứng hồ quang điện. Những thiết bị dưới đây được dùng để làm nguồn tạo tia hạt:
- Nguồn ion
- Ống tia âm cực
- Âm cực quang
- Tia hạt Neutron